# Calea umbellulata
Calea umbellulata là một loài thực vật có hoa trong họ Cúc. Loài này được Hochr. mô tả khoa học đầu tiên năm 1910.